# Cinema a Torino

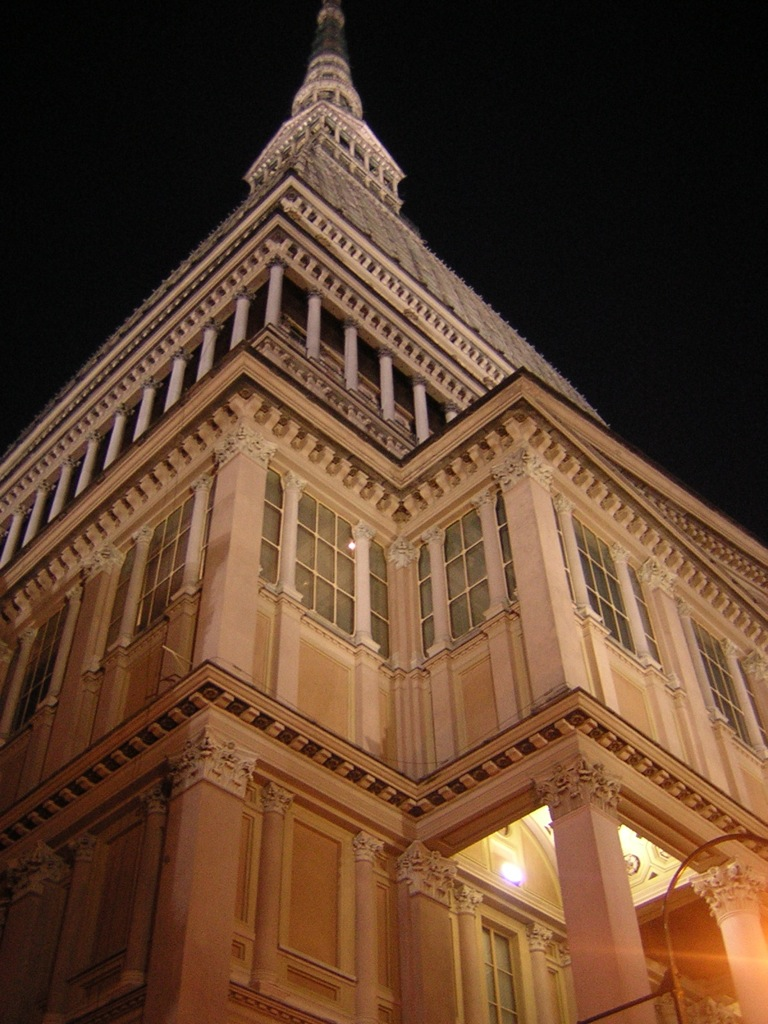
La Mole ospita il Museo nazionale del cinema

Torino è la città italiana in cui fu per prima stabilita l'industria cinematografica, in ragione della storica vicinanza geografica e culturale con la Francia dei fratelli Lumière. Proprio nel capoluogo piemontese, nel marzo del 1896, gli inventori del cinematografo esibirono la prima proiezione di un film in Italia e in via Po, a novembre, la prima davanti ad un pubblico pagante.
I primi studi cinematografici italiani aprirono a Torino nel 1907. Giovanni Pastrone vi girò uno dei primi colossal della storia del cinema: Cabiria del 1914.
Le produzioni delle principali case, come l'Ambrosio Film, l'Itala Film, l'Aquila e gli studi Fert, proseguirono fino al 1937, anno di inaugurazione di Cinecittà a Roma.
La vocazione cinematografica di Torino non cessò. Nel 1956 venne aperto il Museo nazionale del cinema, dapprima ospitato a Palazzo Chiablese e poi, dal 2000, nell'imponente sede della Mole Antonelliana. Negli anni ottanta un gruppo di professori universitari e critici cinematografici torinesi diede luogo, con il sostegno degli enti locali, alla rassegna cinematografica Festival Cinema Giovani che dal 1997 assunse la denominazione di Torino Film Festival, conquistandosi un punto di riferimento a livello internazionale specialmente per il cinema sperimentale, secondo in Italia soltanto allo storico Festival di Venezia.
A Torino si svolgono il Torino Gay & Lesbian Film Festival, il Festival Internazionale Cinema delle Donne, il Sottodiciotto Filmfestival legato ai temi dell'adolescenza, CinemAmbiente, la VIEW Conference (in precedenza Virtuality, manifestazione interamente dedicata alla realtà virtuale) e il Piemonte Movie-gLocal Film Festival, dedicato alla cinematografia regionale.
Oggi Torino è tra le principali sedi di realizzazioni cinematografiche e televisive in Italia, grazie al ruolo della Torino Film Commission che vi riporta la produzione di molti lungometraggi, sceneggiati e spot.
Nel 2002 vennero riaperti gli studi Fert con la nuova denominazione di Virtual Reality & Multi Media Park e la Lumiq Studios iniziò la sua attività: entrambi hanno cessato la loro attività nel 2013.
Sono nati a Torino il primo cinema d'essai italiano (il Romano nella Galleria Subalpina, nel 1971), la principale associazione cinematografica nazionale (l'Aiace Torino) e la prima multisala del Paese (l'Eliseo, nel 1983).
Nel 2007 è stata fondata a Torino la casa di distribuzione cinematografica italiana Movies Inspired, con sede legale (dal 2014) nello storico Cinema Classico (già Impero - Vittorio Veneto - Empire).
A San Giusto Canavese è presente un importante centro di produzione cine-televisiva i Telecittà Studios, mentre a Torino c'è il Cineporto, una struttura riservata alle società di produzioni cinematografiche che vengono in città a girare film.

## Citazioni cinematografiche
- Guerra e Pace. Diverse scene del kolossal sono state girate a Torino, in particolare le battaglie.
- Un colpo all'italiana. Un gruppo di ladri inglesi arriva a Torino a bordo di tre Mini Cooper per organizzare una rapina ai danni di un convoglio che trasporta i ricavi della FIAT dall'Aeroporto di Torino-Caselle fino alla città.
- Profondo Rosso. Il film è ambientato in una città immaginaria, ma la maggior parte delle scene sono state girate a Torino.
- Le amiche di Michelangelo Antonioni, tratto dal romanzo Tra donne sole di Cesare Pavese, è stato girato e ambientato principalmente a Torino.
- La donna della domenica. Film giallo ambientato a Torino. Offre una rappresentazione della Torino dеgli anni '70, nonché un tour nella capitale sabauda.
- Torino violenta. Un poliziesco interamente girato a Torino. Sono numerosi i luoghi riconoscibili della città, come Piazza Statuto, Piazza Cavour e Corso Francia.
- American Gigolò. La città viene citata nel film. Il protagonista, Julian Kay, interpretato da Richard Gere, dopo un breve dialogo in francese con una bella sconosciuta (Lauren Hutton) dice di essere nato a Torino e di aver studiato a Nantes.
- Hannah e le sue sorelle. I protagonisti Holly e David s'incontrano per la prima volta al Metropolitan Opera di New York mentre è in scena il Manon Lescaut di Giacomo Puccini. Le scene all’interno del teatro, però, sono state girate al Teatro Regio di Torino.
- A che punto è la notte. Diverse riprese vennero eseguite in zona Falchera.
- Così ridevano. Un fedele ritratto della Torino del boom economico e della forte immigrazione dal Sud.
- Santa Maradona. Interamente girato a Torino.
- Non ho sonno di Dario Argento. Interamente girato a Torino, prevalentemente nelle zone periferiche e in parte nella zona della collina.
- Heaven. Film basato su una sceneggiatura di Krzysztof Kieślowski interamente girato a Torino con protagonisti Cate Blanchett e Giovanni Ribisi.
- Dopo mezzanotte. La città viene mostrata in tutte le sue sfaccettature ed è inoltre possibile ammirare a fondo la Mole, sia internamente che esternamente.
- La Pantera Rosa 2. Nella parte iniziale del film viene mostrato un panorama di Torino e l'interno del duomo in cui viene rubata la Santa sindone. In realtà il panorama non è quello reale e neanche la chiesa. Nel film viene mostrato come se la sindone fosse conservata in una teca di vetro, anche se nella realtà non è così.
- The Bourne Ultimatum - Il ritorno dello sciacallo. Nel film molte delle scene di apertura sono girate a Torino.
- Io sono leggenda. Nel film, quando il protagonista sta guardando le registrazioni di vecchi telegiornali, viene mostrata piazza San Carlo. Quella utilizzata nel film è infatti la reale registrazione di un collegamento avvenuto durante i XX Giochi olimpici invernali del 2006.
- Il divo. Le riprese sono state effettuate a Palazzo Saluzzo Paesana, a Palazzo Birago di Borgaro, a Palazzo dei Draghi, in via Carlo Alberto, nella Casa Circondariale "Lorusso e Cutugno", al Palazzo Civico e al Ponte Rossini.
- Vincere. Il film è stato girato in diverse location torinesi, tra cui via Palazzo di Città, Galleria San Federico, l'ex manicomio di Collegno e l'ex cronicario denominato popolarmente "Poveri Vecchi".
- La solitudine dei numeri primi. Ambientato a Torino.
- Mirafiori Lunapark. Una cartolina poetica della chiusura dello stabilimento Fiat di Mirafiori.
- Lazzaro felice. Nelle ultime settimane la regista ha girato la città focalizzando le riprese tra Galleria Umberto I, Porta Palazzo e la periferia nord.

## Soap opera
- Cuori rubati
- CentoVetrine (dal 2007 in numerosi cambi di scene si possono osservare i principali monumenti della città)
- Vivere
- Il bene e il male
- Elisa di Rivombrosa
- Fuoriclasse